# Czarnozie
Czarnozie – część wsi Rawa w Polsce położona w województwie lubelskim, w powiecie lubartowskim, w gminie Michów. Nie ma sołtysa, należy do sołectwa Rawa.
W latach 1975–1998 miejscowość administracyjnie należała do województwa lubelskiego.